# غزاله علیزاده
فاطمه (غزاله) علیزاده (۲۷ بهمن ۱۳۲۷ – ۲۱ اردیبهشت ۱۳۷۵) نویسنده‌ای ایرانی بود که کار ادبی خود را از دهه ۱۳۴۰ (خورشیدی) و با انتشار داستان‌های کوتاه در مشهد آغاز کرد.
غزاله علیزاده در ۲۱ اردیبهشت سال ۱۳۷۵، در روستای جواهرده رامسر، با دار زدن خود، به زندگی خود پایان داد.
رمان دوجلدی خانه ادریسی‌ها از آثار اوست.

## زندگی
غزاله علیزاده در ۱۵ بهمن ۱۳۲۷ در مشهد زاده شد. مادرش منیرالسادات سیدی نیز خود شاعر و نویسنده بود.

### تحصیلات
غزاله مدرسه را در دبیرستان علوم انسانی مهستی به پایان برد و در همین زمان به گیاه‌خواری روی آورد. او در کنکور رشته ادبیات فارسی در مشهد و کنکور حقوق و فلسفه در تهران پذیرفته شد و به خواست مادرش به رشته حقوق وارد شد.
علیزاده با مدرک کارشناسی علوم سیاسی از دانشگاه تهران برای تحصیل در رشتهٔ فلسفه و سینما در دانشگاه سوربن به فرانسه رفت. در واقع ابتدا برای دکترای حقوق به پاریس رفت ولی با زحمت زیاد رشته‌اش را به فلسفه اشراق تغییر داد و قصد داشت پایان‌نامه‌اش را دربارهٔ مولوی بنویسد که با مرگ ناگهانی پدرش آن را نیمه‌کاره رها کرد.

### نویسندگی
غزاله علیزاده پیشهٔ ادبی خود را از دههٔ ۱۳۴۰ و با چاپ داستان‌های خود در مشهد آغاز کرد. سفر ناگذشتنی نام نخستین مجموعه داستان غزاله است که در سال ۱۳۵۶ منتشر شد. اما از پرآوازه‌ترین آثار وی می‌توان به رمان دو جلدی خانه ادریسی‌ها و مجموعه داستان چهارراه نام برد.

### زندگی شخصی
غزاله علیزاده در زمان تحصیل در دانشگاه، مدتی کوتاه با کامران (مرتضی) آوینی رابطه‌ای عاشقانه داشت، سپس با بیژن الهی ازدواج کرد و صاحب دختری به نام سلمی شد. چند سال بعد از او جدا شده و در سال ۱۳۶۲ با محمدرضا نظام شهیدی ازدواج کرد. غزاله علیزاده چند ماه قبل از مرگش در گفتگویی که با مجله ادبی گردون (شماره ۵۱–۲۱ مهر ۱۳۷۴) داشت در مورد خودش می‌گوید:
«دوازده، سیزده ساله بودم، دنیا را نمی‌شناختم. کی دنیا را می‌شناسد؟ این تودهٔ بی‌شکل مدام در حال تغییر را که دور خودش می‌پیچد و از یک تاریکی می‌رود به طرف دیگر. در این فاصله، ما بیش و کم رؤیا می‌بافیم، فکر می‌کنیم می‌شود سرشت انسان را عوض کرد آن مایهٔ حیرت‌انگیز از حیوانیت در خود و دیگران را. ما نسلی بودیم آرمان‌خواه. به رستگاری اعتقاد داشتیم. هیچ تاسفی ندارم. از نگاه خالی نوجوانان فارغ از کابوس و رؤیا، حیرت می‌کنم. تا این درجه وابستگی به مادیت، اگر هم نشانهٔ عقل معیشت باشد، باز حاکی از زوال است. ما واژه‌های مقدس داشتیم: آزادی، وطن، عدالت، فرهنگ، زیبایی و تجلی. تکان هر برگ بر شاخه، معنای نهفته‌ای داشت …»
وی همچنین دو دختر که از بازماندگان زمین‌لرزه ۱۳۴۱ بوئین‌زهرا بودند را به فرزندی پذیرفت.
ارتباط سید مرتضی آوینی با غزاله علیزاده در دوران دانشجویی در دانشگاه تهران، یکی از نکات پرابهام زندگی خصوصی او است.

### مرگ

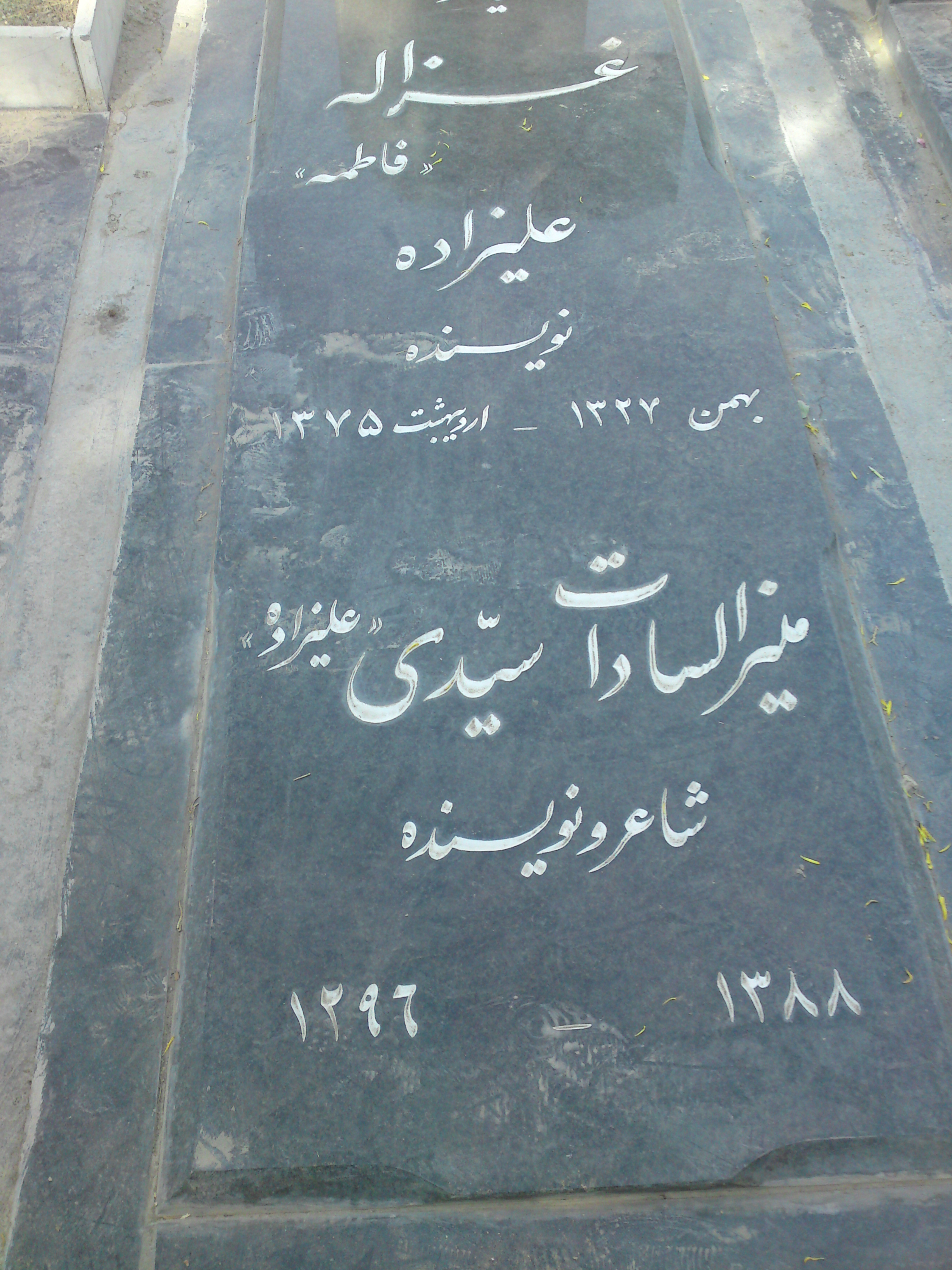
آرامگاه غزاله علیزاده در امام‌زاده طاهر کرج

وی که از بیماری سرطان رنج می‌برد بعد از دو بار خودکشی ناموفق، سرانجام در جمعه ۲۱ اردیبهشت ۱۳۷۵ در روستای جواهرده رامسر، خود را از درختی حلق‌آویز کرد. پیکر او را در امامزاده طاهر کرج به خاک سپردند.
او در یادداشت پیش از خودکشی خود چنین نوشت: «آقای دکتر براهنی و آقای گلشیری و کوشان عزیز! رسیدگی به نوشته‌های ناتمام خودم را به شما عزیزان واگذار می‌کنم. ساعت یک و نیم است. خسته‌ام. باید بروم. لطف کنید و نگذارید گم و گور شوند و در صورت امکان چاپشان کنید. نمی‌گویم بسوزانید. از هیچ‌کس متنفر نیستم. برای دوست‌داشتن نوشته‌ام، نمی‌خواهم، تنها و خسته‌ام برای همین می‌روم. دیگر حوصله ندارم. چقدر کلید در قفل بچرخانم و قدم بگذارم به خانه‌ای تاریک. من غلام خانه‌های روشنم. از خانم دانشور عزیز خداحافظی می‌کنم. چقدر به همه و به من محبت کرده است. چقدر به او احترام
می‌گذارم. بانوی رمان، بانوی عطوفت و یک هنرمند راست و درست. با شفقت بسیار. خداحافظ دوستان عزیزم».
محمد مختاری، شاعر، نویسنده و مترجم، بعد از مرگ غزاله نوشت: «همیشه می‌گفتند تاوان عمر دراز این است که آدم به سوگ عزیزانش می‌نشیند. اما اکنون انگار این قرار هم برهم خورده است. پس بی آن‌که عمر به درازا کشد باید شاهد ضایعات شتابناک این پیکرِ فرهنگی بود که می‌خواهد با اندام‌هایی بی‌قرار و پراکنده برقرار بماند…»
هوشنگ گلشیری درباره‌اش گفته است: «او یک سیلی به همه ما زد و رفت.»
کتاب خانه ادریسی‌ها سه سال پس از مرگ غزاله، جایزهٔ بیست سال داستان‌نویسی را از آن خود کرد.

## آثار

### رمان‌ها
- دو منظره، ۱۳۶۳
- خانه ادریسی‌ها، ۱۳۷۰ (۲ جلدی)
- شب‌های تهران
- ملک آسیاب

### مجموعه‌های داستان
- سفر ناگذشتنی (تاریخ انتشار ۱۳۵۶؛ شامل داستان‌های شجره طیبه، پاندارا، با انار و با ترنج از شاخ سیب)
- چهارراه (تاریخ انتشار ۱۳۷۳؛ شامل داستان‌های دادرسی، بعد از تابستان، جزیره، سوچ)
- تالارها (تاریخ انتشار ۱۳۸۲؛ شامل داستان‌های نقش‌ها، اول بهار، گرد و شکنان، تالارها)

داستان‌های کوتاه همراه با داستان دو منظره در مجموعه‌ای با نام با غزاله تا ناکجا در سال ۱۳۷۸ توسط نشر توس منتشر شده است.

### نامه‌ها
- قوکاسیان، زاون, ویراستار (۱۳۷۸). «عکس و آینه». مجموعهٔ مقالات در نقد و معرفی آثار بهرام بیضایی (ویراست ۲). تهران: انتشارات آگاه. ص. ۱۲۹–۱۹۴. شابک ۹۶۴-۴۱۶-۱۰۹-۲.

### سایر آثار
- کشتی عروس
- رؤیای خانه و کابوس زوال

## جایزه‌ها
- جایزهٔ قلم طلاییِ مجلهٔ ادبی گردون برای داستان کوتاه «جزیره»، ۱۹۹۹ میلادی
- جایزهٔ بیست سال داستان‌نویسیِ وزارت فرهنگ و ارشاد اسلامی برای رمان خانه ادریسی‌ها، ۱۹۹۹ میلادی[۱] سه سال پس از مرگ غزاله.[۲]

## دربارهٔ غزاله علیزاده
- در سال ۱۳۸۷ فیلم مستندی دربارهٔ غزاله علیزاده با عنوان محاکات غزاله علیزاده به کارگردانی پگاه آهنگرانی ساخته شده است.[۱۱][۱۲] فیلم اجازه حضور در جشنواره «سینما حقیقت» را نیافت.[۱۳]
- ماهنامه اندیشه پویا در شماره ۹۵ به زندگی و آثار این هنرمند پرداخته است. در این پرونده که با عنوان «رؤیای خانه و کابوس زوال»[۱۴] منتشر شده است، دربارهٔ خاکساریه بودن غزاله علیزاده و همچنین روزهای آخر زندگی‌اش در گفت‌وگو با دخترانش سلمی الهی و سمانه نظام‌شهیدی اطلاعاتی تازه جمع‌آوری شده است.